# Бъди до мен
„Бъди до мен“ (на английски: Stand by Me) е американски филм от 1986 година, драма на режисьора Роб Райнър по сценарий на Брус Ивънс и Рейнълд Джидиън, базиран на новелата „Тялото“ от Стивън Кинг.
Действието се развива през лятото в края на 50-те години в малко градче в Орегон, където четири момчета предприемат поход в търсене на тялото на изчезнало дете. Главните роли се изпълняват от Уил Уитън, Ривър Финикс, Кори Фелдман, Джери О'Конъл.
„Бъди до мен“ е номиниран за „Оскар“ за адаптиран сценарий, както и за „Златен глобус“ за най-добър драматичен филм и за най-добра режисура.